# Myxobilatus platessae
Myxobilatus platessae is een microscopische parasiet uit de familie Sphaerosporidae. Myxobilatus platessae werd in 1932 beschreven door Bazikalova. 